# Bełchatowskie Zagłębie Węgla Brunatnego
Bełchatowskie Zagłębie Węgla Brunatnego – zagłębie obejmujące swoim zasięgiem kopalnię węgla brunatnego Bełchatów, elektrownię Bełchatów, oraz obiekty towarzyszące.
Złoże węgla podzielone zostało na trzy pola: Bełchatów, Szczerców i Kamieńsk. Na tym pierwszym powstał jeden z większych w Europie wykopów o długości trzech i pół kilometra, szerokości dwóch i pół kilometra i głębokości dwustu metrów. Wchodzi w skład Piotrkowsko-Bełchatowskiego Okręgu Przemysłowego.
Bełchatowskie Zagłębie Węgla Brunatnego to największe w Polsce zagłębie węgla brunatnego, znajdujące się w województwie łódzkim, w powiecie bełchatowskim (gminy — Kleszczów, Szczerców) i radomszczańskim (Kamieńsk), w Kotlinie Szczercowskiej i na Wysoczyźnie Bełchatowskiej; główny ośrodek zagłębia to Bełchatów. 
Złoża węgla brunatnego odkrywano w latach 1961–62; zasoby węgla brunatnego (pola Bełchatów i Szczerców) szacuje się na 1,8 mld ton, maksymalna miąższość pokładów to 59,9 m; w 1982 roku uruchomiono kopalnię odkrywkową Bełchatów (w 1986 wydobyto 26,2 mln ton węgla brunatnego — 39% produkcji krajowej, w 1998 — 35,4 mln ton, ponad 55%) i elektrownię Bełchatów o mocy 4,44 GW — jest to największa w Europie elektrownia opalana węglem brunatnym (w 1986 wyprodukowano 19,4 TWh energii elektrycznej — 13,8% produkcji krajowej). Na terenie zagłębia nastąpiły duże zmiany w środowisku geograficznym, w tym rozległy obszar jest tam odwadniany przez system kanałów i 3 zbiorniki retencyjne, zostało przełożone koryto Widawki, wysypisko zwałowiska zewnętrznego znajduje się 345 m n.p.m., roczna emisja pyłów i gazów wyrażona w równoważnej pod względem szkodliwości ilości SO2, wynosi 2938 ton na km² (jest to ponad 100-krotnie więcej niż średnio w Polsce, w roku 1991), zagęszczenie odpadów przemysłowych uciążliwych dla środowiska nagromadzonych na terenach zakładów pracy to 102 tysięcy ton na km². Bełchatowskie Zagłębie Węgla Brunatnego stanowi obszar ekologicznego zagrożenia. Ośrodkiem mieszkaniowym i usługowym zagłębia jest Bełchatów.